# Monclar-de-Quercy
Monclar-de-Quercy è un comune francese di 1 707 abitanti situato nel dipartimento del Tarn e Garonna nella regione dell'Occitania.

## Società

### Evoluzione demografica
Abitanti censiti